# 한경지략
한경지략(漢京識略)은 조선시대 한성부의 역사를 간략하게 서술한 부지(府誌)이다. 2권 2책. 필사본. 연대는 미상이며, 저자는 수헌거사(樹軒居士, 유득공의 아들 유본예로 추정)이다. 성곽·궁궐·궐내각사에서 시전까지 다루고 있다.